# Johnny English
Johnny English – brytyjsko-francuska komedia filmowa z 2003 roku w reżyserii Petera Howitta.
Zdjęcia plenerowe były realizowane w Anglii (głównie Londyn, ale też katedra w St Albans w hrabstwie Hertfordshire, High Wycombe i Hughenden w Buckinghamshire, port w Dover, St Michael’s Mount w Kornwalii) oraz w Monte Carlo. W filmie wykorzystano fragmenty hymnu koronacyjnego Georga Friedricha Händla Zadok the Priest.

## Fabuła
W zamachu giną wszyscy agenci MI7. Dodatkowo niedługo później dochodzi do kradzieży królewskich klejnotów z wieży Tower w Londynie. Jedynym agentem, który się ostał jest Johnny English (Rowan Atkinson). Wraz ze swoim pomocnikiem Boughem próbują rozwikłać tajemnicę, kto stoi za kradzieżą klejnotów, a gdy okazuje się, że skradzione klejnoty mogą służyć do przejęcia Królestwa Wielkiej Brytanii, muszą również powstrzymać zamach stanu.

## Obsada
- Rowan Atkinson – Johnny English
- John Malkovich – Pascal Sauvage
- Ben Miller – Bough, współpracownik Johnny'ego
- Douglas McFerran – Vendetta
- Tim Pigott-Smith – Pegasus
- Kevin McNally – Minister
- Natalie Imbruglia – Lorna Campbell
- Tasha de Vasconcelos – hrabina Aleksandra
- Oliver Ford Davies – Arcybiskup Canterbury
- Irene Hamilton – Królowa